# Lucjan Grajda
Artykuł ten został zgłoszony do umieszczenia na stronie głównej w rubryce „Czy wiesz”.
Pomóż nam go sprawdzić: oceń zgłoszoną nominację.
Lucjan Grajda (ur. 23 grudnia 1911 w Warszawie, zm. 3 marca 1990 tamże) – polski lekkoatleta chodziarz, powstaniec warszawski.

## Kariera sportowa
W 1933 roku zajął 1. miejsce na mistrzostwach Polski seniorów w chodzie na 50 km na zawodach rozegranych w Łucku. Na mistrzostwach w 1934 roku w Bydgoszczy na tym samym dystansie zdobył srebrny medal, ustępując jedynie Kazimierzowi Krzyczkowskiemu.
Wcześniej, w 1932 startował także w mistrzostwach Polski w biegu na 10 000 m – zajął wówczas 5. miejsce na 5 startujących.
W czasie swojej kariery sportowej należał do klubu Strzelec Warszawa.

## Życiorys
Syn Marcina i Antoniny z domu Lewandowskiej. Przed II wojną światową był drużynowym w Związku Strzeleckim Warszawa-Powązki. Brał udział w powstaniu warszawskim. Walczył w północnym śródmieściu w stopniu plutonowego (według innego źródła – sierżanta) w ramach I Obwodu „Radwan” (Śródmieście) Warszawskiego Okręgu Armii Krajowej, w zgrupowaniu „Bartkiewicz”, w 1. kompanii (dawny pluton 1114). Miał pseudonim „Piotr”. Po kapitulacji powstania wyszedł z Warszawy wraz z ludnością cywilną.
W 1985 został odznaczony przez Radę Państwa Warszawskim Krzyżem Powstańczym „za czynny udział w walce z niemieckim okupantem w Powstaniu Warszawskim 1944”.

## Osiągnięcia

### Seniorzy – krajowe
| Rok  | Impreza                     | Miejsce   | Konkurencja   | Pozycja    | Wynik     |
| ---- | --------------------------- | --------- | ------------- | ---------- | --------- |
| 1933 | Mistrzostwa Polski seniorów | Łuck      | chód na 50 km | 1. miejsce | 5:22:27,0 |
| 1934 | Mistrzostwa Polski seniorów | Bydgoszcz | chód na 50 km | 2. miejsce | 5:15:05,0 |